# Listă de filme de groază din 1964
Aceasta este o listă de filme de groază din 1964.
| Titlu                                                                           | Regizor                         | Distribuție                                                 | Țara                                                                               | Note           |
| ------------------------------------------------------------------------------- | ------------------------------- | ----------------------------------------------------------- | ---------------------------------------------------------------------------------- | -------------- |
| 2000 Maniacs                                                                    | Herschell Gordon Lewis          | Connie Mason, Shelby Livingston, Michael Korb               | Statele Unite ale Americii                                                         | [ 1 ]          |
| The Black Torment                                                               | Robert Hartford-Davis           | Heather Sears, John Turner, Ann Lynn                        | Regatul Unit al Marii Britanii și al Irlandei de Nord                              | [ 2 ]          |
| Blood and Black Lace                                                            | Mario Bava                      | Eva Bartok, Cameron Mitchell, Thomas Reiner                 | Italia · Franța · Germania de Vest                                                 | [ 3 ]          |
| Castle of Blood                                                                 | Antonio Margheriti              | Georges Riviere, Barbara Steele                             | Italia                                                                             | [ 4 ]          |
| Castle of the Living Dead                                                       | Luciano Ricci, Lorenzo Sabatini | Christopher Lee, Gaia Germani, Philippe Leroy               | Italia · Franța                                                                    | [ 5 ]          |
| Cave of the Living Dead                                                         | Akos von Ratony                 | Adrian Hoven, Carl Mohner, Erika Remberg                    | Germania de Vest · Iugoslavia                                                      | [ 6 ]          |
| The Comedy of Terrors                                                           | Jacques Tourneur                | Vincent Price, Peter Lorre, Boris Karloff, Basil Rathbone   | Statele Unite ale Americii                                                         | [ 7 ]          |
| The Creeping Terror                                                             | Art J. Nelson                   | Arthur Nelson, Shannon O'Neil, William Thourlby             | Statele Unite ale Americii                                                         | [ 8 ]          |
| The Curse of the Living Corpse                                                  | Del Tenney                      | Helen Warren, Roy Scheider, Margot Hartman                  | Statele Unite ale Americii                                                         | [ 9 ]          |
| The Curse of the Mummy's Tomb                                                   | Michael Carreras                | Terence Morgan, Ronald Howard, Fred Clark                   | Regatul Unit al Marii Britanii și al Irlandei de Nord                              | [ 10 ]         |
| Devil Doll                                                                      | Lindsay Shonteff                | Bryant Halliday, William Sylvester, Yvonne Romain           | Regatul Unit al Marii Britanii și al Irlandei de Nord · Statele Unite ale Americii | [ 11 ]         |
| Dr. Orloff's Monster                                                            | Jesús Franco                    | Hugo Blanco, Agnès Spaak, Perla Cristal                     | Austria · Spania                                                                   | [ 12 ]         |
| Dungeon of Harrow                                                               | Pat Boyette                     | Eunice Grey, Helen Hogan, Michele Buquor                    | Statele Unite ale Americii                                                         | [ 13 ]         |
| The Evil of Frankenstein                                                        | Freddie Francis                 | Peter Cushing, Peter Woodthorpe, Duncan Lamont, Sandor Eles | Regatul Unit al Marii Britanii și al Irlandei de Nord                              | [ 14 ]         |
| Face of the Screaming Werewolf                                                  | Jerry Warren                    | Lon Chaney, Donald Barron, Yolanda Varela                   | Statele Unite ale Americii                                                         | [ 15 ]         |
| The Flesh Eaters                                                                | Jack Curtis                     | Byron Sanders, Ray Tudor                                    | Statele Unite ale Americii                                                         | [ 16 ]         |
| The Gorgon                                                                      | Terence Fisher                  | Peter Cushing, Christopher Lee, Richard Pasco               | Regatul Unit al Marii Britanii și al Irlandei de Nord                              | [ 17 ]         |
| The Horror of Party Beach                                                       | Del Tenney                      | Augustin Mayer, Eulabelle Moore, John Scott                 | Statele Unite ale Americii                                                         | [ 18 ]         |
| I Eat Your Skin                                                                 | Del Tenney                      | Heather Hewitt, William Joyce                               | Statele Unite ale Americii                                                         | [ 19 ]         |
| The Incredibly Strange Creatures Who Stopped Living and Became Mixed-Up Zombies | Ray Dennis Steckler             | Cash Flagg, Brett O'Hara, Carolyn Brandt, Atlas King        | Statele Unite ale Americii                                                         | [ 20 ]         |
| Kwaidan                                                                         | Masaki Kobayashi                | Rentaro Mikuni, Michiyo Aratama, Misako Watanabe            | Japonia                                                                            | Costume horror |
| The Last Man on Earth                                                           | Ubaldo Ragona, Sidney Salkow    | Vincent Price, Giacomo Rossi-Stuart, Tony Cerevi            | Italia · Statele Unite ale Americii                                                | [ 22 ]         |
| The Masque of the Red Death                                                     | Roger Corman                    | Vincent Price, Hazel Court, Jane Asher                      | Regatul Unit al Marii Britanii și al Irlandei de Nord · Statele Unite ale Americii | [ 23 ]         |
| The Monster of London City                                                      | Edwin Zbonek                    | Marianne Koch, Hansjörg Felmy, Dietmar Schönherr            | Germania de Vest                                                                   | [ 24 ]         |
| Monstrosity                                                                     | Joseph Mascelli                 | Frank Gerstle, Erika Peters                                 | Statele Unite ale Americii                                                         | [ 25 ]         |
| The Night Walker                                                                | William Castle                  | Barbara Stanwyck, Robert Taylor, Hayden Rorke               | Statele Unite ale Americii                                                         | [ 26 ]         |
| One Hundred Cries of Terror                                                     | Ramón Obon                      | Joaquín Cordero, Ariadne Welter, Ofelia Montesco            | Statele Unite ale Americii                                                         | [ 27 ]         |
| Onibaba                                                                         | Kaneto Shindo                   | Nobuko Otowa, Jitsuko Yoshimura, Kei Sato                   | Japonia                                                                            | [ 28 ]         |
| Pyro                                                                            | Julio Coll                      | Barry Sullivan, Martha Hyer                                 | Spania · Statele Unite ale Americii                                                | [ 29 ]         |
| Strait-Jacket                                                                   | William Castle                  | Joan Crawford, Diane Baker, Leif Erickson                   | Statele Unite ale Americii                                                         | [ 30 ]         |
| Terror in the Crypt                                                             | Camillo Mastrocinque            | Adriana Ambessi, Christopher Lee, Pier Ana Quaglia          | Italia · Spania                                                                    | [ 27 ]         |
| The Tomb of Ligeia                                                              | Roger Corman                    | Vincent Price, Elizabeth Shepherd, John Westbrook           | Regatul Unit al Marii Britanii și al Irlandei de Nord · Statele Unite ale Americii | [ 31 ]         |
| War of the Zombies                                                              | Giuseppe Vari                   | John Drew Barrymore, Susy Andersen, Ettore Manni            | Italia                                                                             | [ 32 ]         |
| Witchcraft                                                                      | Don Sharp                       | Lon Chaney, Jr., Jack Hedley, Jill Dixon                    | Regatul Unit al Marii Britanii și al Irlandei de Nord                              | [ 33 ]         |
| The Wrestling Woman vs the Aztec Mummy                                          | René Cardona                    | Lorena Velázquez, Elisabeth Campbell, Armando Silvestre     | Mexic                                                                              | [ 27 ]         |